# Boiscommun
Boiscommun – miejscowość i gmina we Francji, w Regionie Centralnym, w departamencie Loiret.
Według danych na rok 1990 gminę zamieszkiwały 923 osoby, a gęstość zaludnienia wynosiła 57 osób/km² (wśród 1842 gmin Regionu Centralnego Boiscommun plasuje się na 430. miejscu pod względem liczby ludności, natomiast pod względem powierzchni na miejscu 826.).